# Manakambahiny Est
Manakambahiny Est is een plaats en commune in het oosten van Madagaskar, behorend tot het district Ambatondrazaka, dat gelegen is in de regio Alaotra-Mangoro. Tijdens een volkstelling in 2001 telde de plaats 7.983 inwoners.
De plaats biedt naast lager onderwijs ook middelbaar onderwijs aan. 80 % van de bevolking werkt als landbouwer en 18 % houdt zich bezig met veeteelt. Het belangrijkste landbouwproduct is rijst; andere belangrijke producten zijn bananen, suikerriet, maniok en zoete aardappelen. Verder is 2% actief in de dienstensector.